# Nhà Luxemburg

Huy hiệu nhà Limburg-Luxemburg

Nhà Limburg Luxemburg, thường viết ngắn gọn là nhà Luxemburg, là một gia đình hoàng tộc Đức, bên cạnh nhà Habsburg có nhiều vua La Mã Đức nhất vào cuối thời Trung Cổ. Đây là một chi nhánh của nhà Limburg-Arlon và không có liên hệ với nhà Luxemburg của thế kỷ 10 và 11.
Người sáng lập của dòng này là Heinrich V, ông là một người con trai của Walrams IV của Limburg (nhà Limburg-Arlon) với người vợ thứ hai của ông Ermesinde II của Luxemburg (Nhà Namur), người thừa hưởng hầu quốc Luxemburg từ mẹ của mình, trong khi ông anh ghẻ của ông Heinrich IV thừa hưởng công quốc Limburg. Con trai thứ của Heinrich V Walram I, đã được trao quyền cai trị Ligny và thành lập chi nhánh nhà Luxemburg-Ligny.
Người đầu tiên của dòng họ này được phong ngôi vua là Heinrich VII vào năm 1308, một cháu trai Heinrich V. Ông đã thành công để cho con trai mình Johann trong năm 1310 làm vua của Bohemia (và cả những lãnh thổ Mähren, Schlesien, Lausitz và Glatz), từ đó lập nên cơ sở quyền lực dòng họ này. Heinrich đã thành công 1312, được bầu làm Hoàng đế La Mã Thần thánh, nhưng đã thất bại trong chiến dịch dành lại những quyền lực của đế quốc La Mã. Con trai của Heinrich, Johann, đạt được uy tín cao như là vua của Bohemia và khá thành công trong việc mở rộng lãnh thổ cũng như đạt được những mục tiêu chính trị. Cả anh trai Heinrich, Balduin của Luxemburg, Tổng Giám mục của Trier, cũng là một nhân vật quan trọng: Ông là một trong những nhà chính trị gia thành công nhất của thế kỷ 14 và cho đến chết đóng phần quan trọng trong những quyết định chính trị của vương quốc.